# La rosa de los vientos (canción)
La rosa de los vientos es el octavo sencillo de Mägo de Oz y el segundo del álbum Gaia. 
Fue escrito por Txus Di Fellatio. La temática trata sobre los cuidados que hay que tener en el camino de la vida. Está dedicada a Juan Antonio Cebrián y al equipo de su programa radiofónico La Rosa de los Vientos, de Onda Cero. A pesar de que Mägo de Oz sea una banda numerosa, en la canción sólo aparecen el piano (Kiskilla), el violín eléctrico (Mohamed) y la flauta travesera (Fernando Ponce de León). Las voces son las de José Andrëa, y también la del baterista Txus. 
Existe una versión Metal de este mismo tema que está incluida en el disco Belfast, en cuyo DVD además se incluye el videoclip del sencillo, en el que aparece el portero de fútbol y cantante de rock (con el grupo The Garb) el Mono Burgos y con el cantante de WarCry excantante de Avalanch, Víctor García.

## Lista de canciones
| N.º  | Título                   | Duración |  |
| 1.   | «La Rosa de los Vientos» | 4:16     |  |
| 2.   | «El Turno de la Rosa»    | 2:55     |  |
| 7:11 |                          |          |  |